# Государство словенцев, хорватов и сербов
Госуда́рство слове́нцев, хорва́тов и се́рбов (ГСХС) — государственное образование, возникшее на Балканском полуострове после распада Австро-Венгрии.
Возникло в результате объединения Королевства Хорватия и Славония, Королевства Далмация, Кондоминиума Боснии и Герцеговины и Герцогства Крайны в единое государство 29 октября 1918 года. Государство оставалось непризнанным. 1 декабря того же года государство объединилось с Королевством Сербия, создав тем самым Королевство сербов, хорватов и словенцев (с 1929 года Королевство Югославия). Главой государства был провозглашён Пётр I Карагеоргиевич, король Сербии.

## Наименование
На сербохорватском языке, государство называлась "Држава Словенаца, Хрвата и Срба" / "Država Slovenaca, Hrvata i Srba". На сербском языке, государство называлось "Држава Словенаца, Хрвата и Срба". На хорватском языке, страна называлась "Država Slovenaca, Hrvata i Srba". На словенском языке, страна называлась "Država Slovencev, Hrvatov in Srbov".
Страна была названа по трём южнославянским народам (словенцам, хорватам и сербам), которые составляли абсолютное большинство её населения. При этом босняки не учитывались как отдельная национальность.

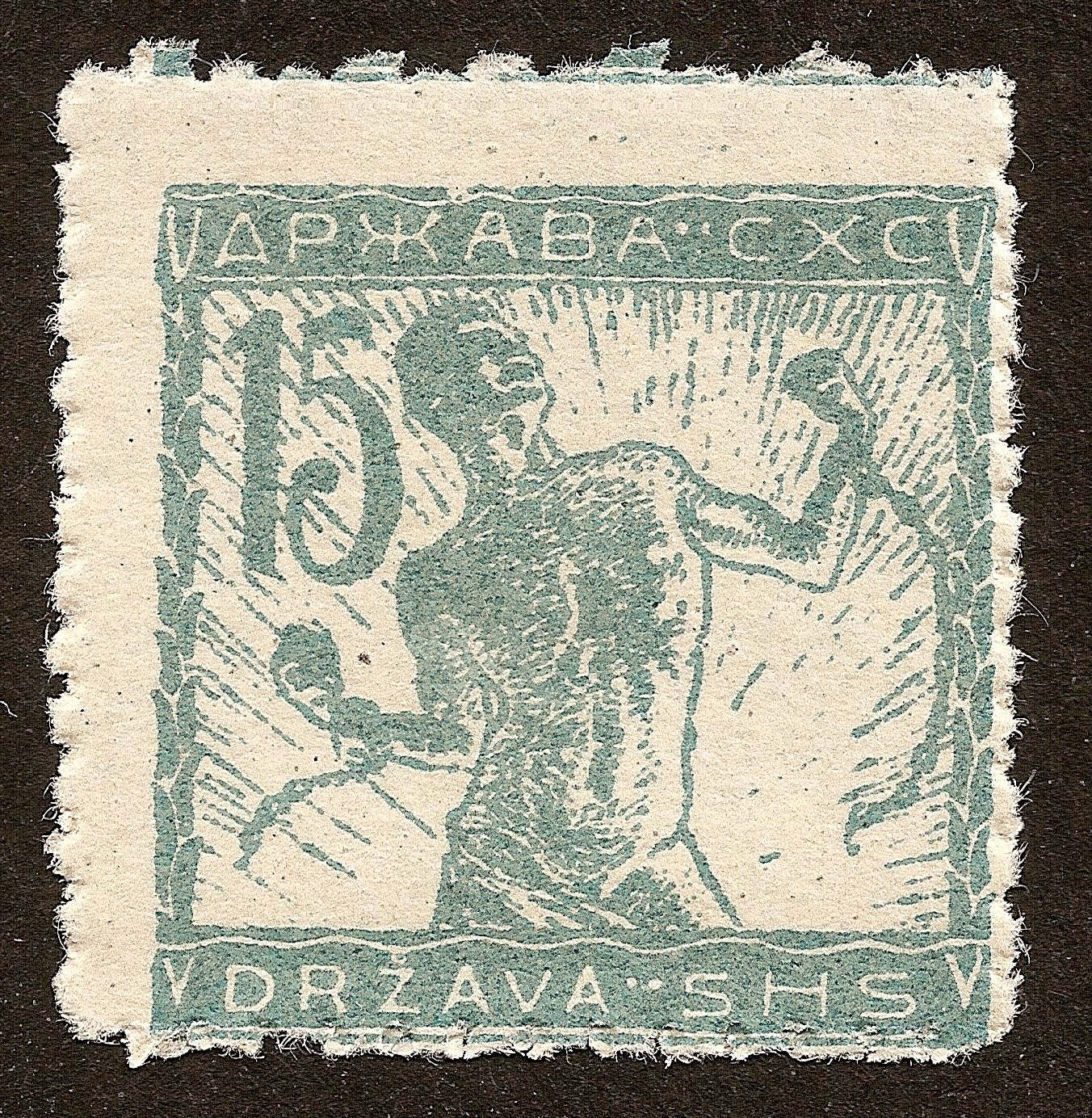
Почтовая марка серии «Веригар», единственной выпущенной в ГСХС. Впоследствии стала одним из символов Югославии и Словении

## История
Официально государство было образовано 29 октября 1918 года. ГСХС управлялось Народным вечем словенцев, хорватов и сербов (хорв. Narodno vijeće Slovenaca, Hrvata i Srba,  серб. Народно вијеће Словенаца, Хрвата и Срба, словен. Narodni svet Slovencev, Hrvatov in Srbov), состоявшим из влиятельных политиков того времени. Президентом страны был словенец Антон Корошец. Вице-президентами были серб Светозар Прибичевич и хорват Анте Павелич (не путать с Анте Павеличем — вождём Независимого государства Хорватия).
Главной целью новосозданной страны было объединение всех словенцев, хорватов и сербов бывшей Австро-Венгерской империи. Однако жители регионов Баната, Бачки и Бараньи создали своё собственное самоуправление со столицей в городе Нови-Сад. Эти регионы Воеводины вошли в состав Королевства Сербия 25 ноября 1918 года. За день до этого, 24 ноября, администрация региона Срем, которая изначально была частью ГСХС, отсоединилась от него, войдя в состав Сербии.
За месяц своего существования государство так и не добилось международно-правового признания. 1 декабря 1918 года ГСХС объединилось с Королевством Сербия, образовав на Балканах новое государство — Королевство сербов, хорватов и словенцев.

## См. также

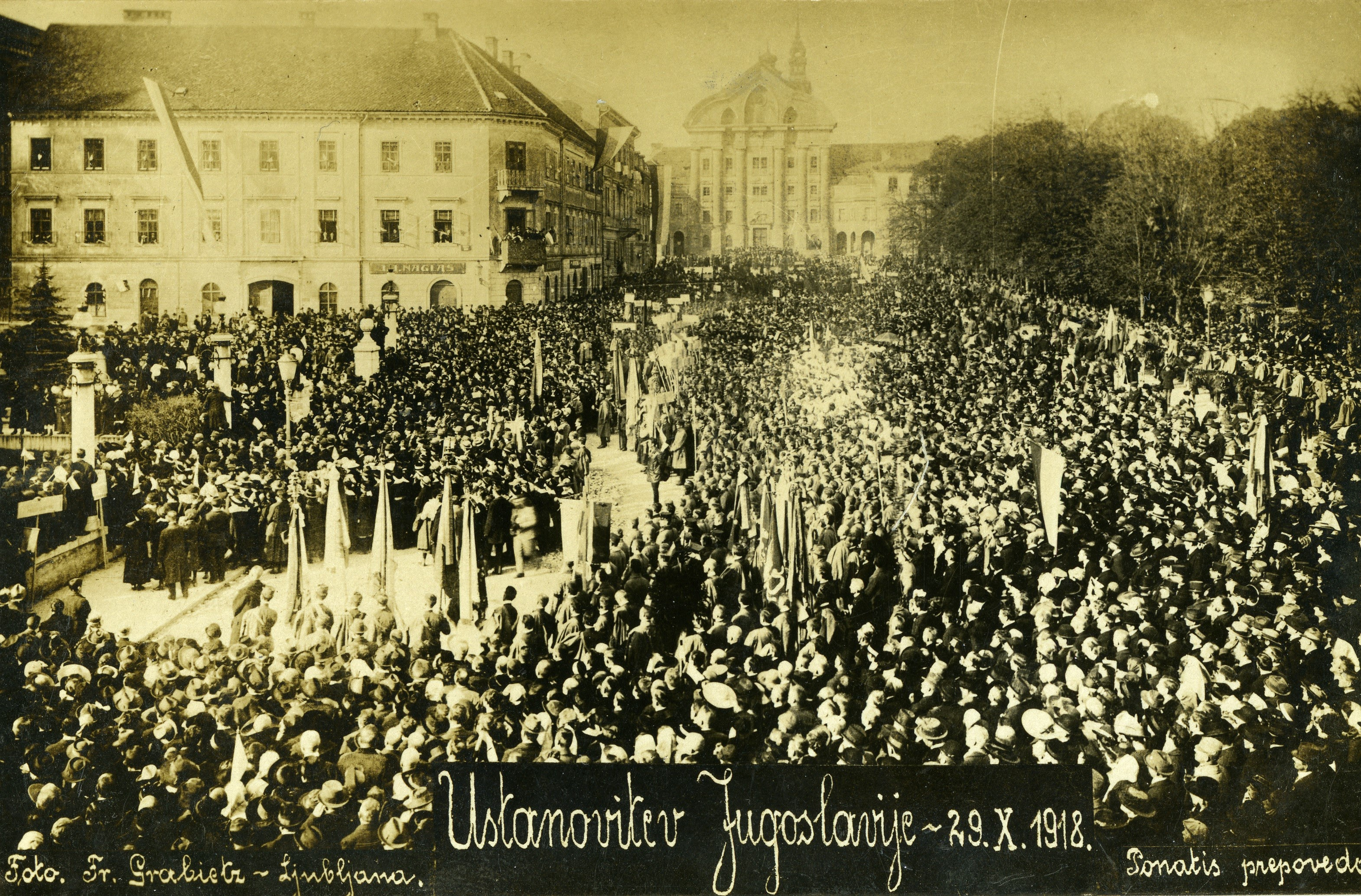
Провозглашение ГСХС в Любляне, 29 октября 1918